# Darapsa isatis
Darapsa isatis är en fjärilsart som beskrevs av Debauche 1934. Darapsa isatis ingår i släktet Darapsa och familjen svärmare. Inga underarter finns listade i Catalogue of Life.